# Верхня Покровка
Ве́рхня Покро́вка — село в Україні, у Старобільській міській громаді Старобільського району Луганської області. Населення становить 940 осіб. Колишній орган місцевого самоврядування — Верхньопокровська сільська рада.
Біля села знаходиться витік річки Гнила Плотва.

## Історія
Село постраждало внаслідок геноциду українського народу, вчиненого урядом СРСР у 1932—1933 роках, кількість встановлених жертв — 228 людей.

## Відомі особистості
В поселенні народився:
- Куценко Юрій Миколайович (1964—2015) — український педагог.

## Також
- Перелік населених пунктів, що постраждали від Голодомору 1932-1933, Луганська область